# Пандивере
Пандивере (ест. Pandivere kõrgustik) благо заталасано је побрђе моренског порекла у североисточном делу Естоније. Побрђе се налази између градова Раквере на североистоку и Паиде на југозападу, а на југу се пружа све до језера Вирцјарв. У његовој основи налазе се ордовицијумске кречњачке седиментне стене.
Највиша тачка побрђа је брдо Емумаги (ест. Emumägi) које лежи на надморској висини од 166 метара, и то је уједно највиша тачка северне Естоније. Већа узвишења су још и брда Келавере (ест. Kellavere Mägi, 156 м) и Ебавере (ест. Ebavere mägi, 146 м). Пандиверско побрђе је подручје са највише извора на подручју целе Естоније, и на том подручју свој ток започињу неке од највећих естонских река – Јагала, Педја, Пилцама, Кунда. Подручје је специфично по кречњачком рељефу. 